# Grace Clements
Grace Clements (ur. 2 maja 1984) – brytyjska lekkoatletka specjalizująca się w wieloboju.
W 2010 roku zdobyła brązowy medal igrzysk Wspólnoty Narodów. Stawała na podium mistrzostw kraju. Reprezentantka Wielkiej Brytanii w pucharze Europy w wielobojach oraz meczach międzypaństwowych. 
Rekord życiowy w siedmioboju: 5819 pkt. (9 października 2010, Nowe Delhi). 

## Osiągnięcia
| Rok  | Impreza                                | Miejsce    | Lokata      | Wynik     |
| ---- | -------------------------------------- | ---------- | ----------- | --------- |
| 2008 | Superliga pucharu Europy w wielobojach | Hengelo    | 14. miejsce | 5682 pkt. |
| 2009 | Superliga pucharu Europy w wielobojach | Szczecin   | 13. miejsce | 5740 pkt. |
| 2010 | Superliga pucharu Europy w wielobojach | Tallinn    | 9. miejsce  | 5755 pkt. |
| 2010 | Igrzyska Wspólnoty Narodów             | Nowe Delhi | 3. miejsce  | 5819 pkt. |
| 2013 | Superliga pucharu Europy w wielobojach | Tallinn    | 11. miejsce | 5817 pkt. |